# Municipio de Franklin (condado de Bremer)
El municipio de Franklin (en inglés: Franklin Township) es un municipio ubicado en el condado de Bremer en el estado estadounidense de Iowa. En el año 2010 tenía una población de 429 habitantes y una densidad poblacional de 4,58 personas por km².

## Geografía
El municipio de Franklin se encuentra ubicado en las coordenadas 42°41′35″N 92°7′51″O / 42.69306, -92.13083. Según la Oficina del Censo de los Estados Unidos, el municipio tiene una superficie total de 93.73 km², de la cual 93,07 km² corresponden a tierra firme y (0,7 %) 0,66 km² es agua.

## Demografía
Según el censo de 2010, había 429 personas residiendo en el municipio de Franklin. La densidad de población era de 4,58 hab./km². De los 429 habitantes, el municipio de Franklin estaba compuesto por el 99,53 % blancos, el 0,23 % eran amerindios y el 0,23 % eran de una mezcla de razas. Del total de la población el 0 % eran hispanos o latinos de cualquier raza.